# Zvončić
Zvončić (zvončika, lat. Campanula), veliki biljni rod jednogodišnjih, dvogodišnjih i zeljastih trajnica iz porodice zvončikovki. Rodu pripada preko 430 vrsta. Latinski naziv roda umanjenica je od campana, u značenju malo zvonce.
Na području Hrvatske nabrojano je 54 različitih vrsta i podvrsta, među kojima livadni i piramidalni zvončić.

## Opis
Zvončići, su rod oko 420 jednogodišnjih, višegodišnjih i dvogodišnjih biljaka porodice Campanulaceae. Zvončići imaju karakteristične zvonaste, obično plave cvjetove, a mnogi se uzgajaju kao vrtni ukrasi. Porijeklom su uglavnom iz sjevernih umjerenih regija, mediteranskih područja i tropskih planina.

## Vrste
1. Campanula acutiloba Vatke
2. Campanula afganica Pomel
3. Campanula afra Cav.
4. Campanula aghrica Kit Tan & Sorger
5. Campanula aizoides Zaffran
6. Campanula aizoon Boiss. & Spruner
7. Campanula ajugifolia Sest. ex Spreng.
8. Campanula akguelii Altan
9. Campanula akhdarensis A.G.Mill. & Whitc.
10. Campanula aktascii Aytaç & H.Duman
11. Campanula alaskana (A.Gray) W.Wight ex J.P.Anderson
12. Campanula alata Desf.
13. Campanula albanica Witasek
14. Campanula aldanensis Fed. & Karav.
15. Campanula alisan-kilincii Yildirim & Senol
16. Campanula alliariifolia Willd.
17. Campanula alpestris All.
18. Campanula alphonsii Wall. ex A.DC.
19. Campanula alpina Jacq.
20. Campanula alsinoides Hook.f. & Thomson
21. Campanula amasia Post
22. Campanula americana L.
23. Campanula anchusiflora Sm.
24. Campanula andina Rupr.
25. Campanula andrewsii A.DC.
26. Campanula angustiflora Eastw.
27. Campanula antalyensis Ayasligil & Kit Tan
28. Campanula antilibanotica (P.H.Davis) Greuter & Burdet
29. Campanula aparinoides Pursh
30. Campanula argentea Lam.
31. Campanula argyrotricha Wall. ex A.DC.
32. Campanula ariana Podlech
33. Campanula aristata Wall.
34. Campanula armena Steven
35. Campanula arvatica Lag.
36. Campanula asperuloides (Boiss. & Orph.) Harms
37. Campanula atlantis Gattef., Maire & Weiller
38. Campanula aureliana Bogdanovic, Resetnik, Brullo & Shuka
39. Campanula aurita Greene
40. Campanula austroadriatica D.Lakušić & Kovačić
41. Campanula austroxinjiangensis Y.K.Yang, J.K.Wu & J.Z.Li
42. Campanula autraniana Albov
43. Campanula axillaris Boiss. & Balansa
44. Campanula baborensis Quézel
45. Campanula balfourii J.Wagner & Vierh.
46. Campanula barbata L.
47. Campanula baskilensis Behçet
48. Campanula baumgartenii Becker
49. Campanula bayerniana Rupr.
50. Campanula bellidifolia Adams
51. Campanula bertolae Colla
52. Campanula betonicifolia Sm.
53. Campanula betulifolia K.Koch
54. Campanula bipinnatifida P.H.Davis
55. Campanula bluemelii Halda
56. Campanula bohemica Hruby
57. Campanula bononiensis L.
58. Campanula bordesiana Maire
59. Campanula bornmuelleri Nábelek
60. Campanula bravensis (Bolle) A.Chev.
61. Campanula broussonetiana Schult.
62. Campanula buseri Damboldt
63. Campanula cabezudoi Cano-Maq. & Talavera
64. Campanula calaminthifolia Lam.
65. Campanula calcarata Sommier & Levier
66. Campanula calcicola W.W.Sm.
67. Campanula californica (Kellogg) A.Heller
68. Campanula calycialata V.Randjel. & Zlatkovic
69. Campanula camptoclada Boiss.
70. Campanula cana Wall.
71. Campanula candida A.DC.
72. Campanula cantabrica Feer
73. Campanula carnica Schiede ex Mert. & W.D.J.Koch
74. Campanula carpatha Halácsy
75. Campanula carpatica Jacq.
76. Campanula cashmeriana Royle
77. Campanula caucasica M.Bieb.
78. Campanula celsii A.DC.
79. Campanula cenisia L.
80. Campanula cervicaria L.
81. Campanula cespitosa Scop.
82. Campanula × chevalieri Sennen
83. Campanula choruhensis Kit Tan & Sorger
84. Campanula chrysosplenifolia Franch.
85. Campanula cichoracea Sm.
86. Campanula ciliata Steven
87. Campanula cochleariifolia Lam.
88. Campanula collina Sims
89. Campanula columnaris Contandr., Quézel & Zaffran
90. Campanula comosiformis (Hayek & Janch.) Frajman & Schneew.
91. Campanula conferta A.DC.
92. Campanula constantini Beauverd & Topali
93. Campanula coriacea P.H.Davis
94. Campanula × cottia Beyer
95. Campanula crassipes Heuff.
96. Campanula cremnophila novootkrivena vrsta[4]
97. Campanula crenulata Franch.
98. Campanula cretica (A.DC.) D.Dietr.
99. Campanula creutzburgii Greuter
100. Campanula crispa Lam.
101. Campanula cymaea Phitos
102. Campanula cymbalaria Sm.
103. Campanula daghestanica Fomin
104. Campanula damascena Labill.
105. Campanula damboldtiana P.H.Davis & Sorger
106. Campanula dasyantha M.Bieb.
107. Campanula daucoides D.Lakušić, Škondrić &  Aleksić
108. Campanula davisii Turrill
109. Campanula decumbens A.DC.
110. Campanula delicatula Boiss.
111. Campanula demirsoyi Kandemir
112. Campanula dichotoma L.
113. Campanula dieckii Lange
114. Campanula × digenea F.Wettst.
115. Campanula dimorphantha Schweinf.
116. Campanula divaricata Michx.
117. Campanula dolomitica E.A.Busch
118. Campanula drabifolia Sm.
119. Campanula dulcis Decne.
120. Campanula dzaaku Albov
121. Campanula dzyschrica Kolak.
122. Campanula edulis Forssk.
123. Campanula ekimiana Güner
124. Campanula elatines L.
125. Campanula elatinoides Moretti
126. Campanula engurensis Kharadze
127. Campanula erinus L.
128. Campanula escalerae Rech.f. & Schiman-Czeika
129. Campanula euboica Phitos
130. Campanula euclasta Boiss.
131. Campanula eugeniae Fed.
132. Campanula excisa Schleich. ex Murith
133. Campanula exigua Rattan
134. Campanula expansa Rudolph
135. Campanula fastigiata Dufour ex Schult.
136. Campanula feijoana Gardère
137. Campanula fenestrellata Feer
138. Campanula ficarioides Timb.-Lagr.
139. Campanula filicaulis Durieu
140. Campanula flaccidula Vatke
141. Campanula floridana S.Watson ex A.Gray
142. Campanula foliosa Ten.
143. Campanula formanekiana Degen & Dörfl.
144. Campanula forsythii (Arcang.) Podlech
145. Campanula fragilis Cirillo
146. Campanula fritschii Witasek
147. Campanula fruticulosa (O.Schwarz & P.H.Davis) Damboldt
148. Campanula gansuensis L.C.Wang & D.Y.Hong
149. Campanula garganica Ten.
150. Campanula gentilis Kovanda
151. Campanula giesekiana Vest ex Schult.
152. Campanula gilliatii Milne-Redh. & Turrill
153. Campanula × gisleri Brügger
154. Campanula glomerata L.
155. Campanula × glomeratiformis Murr ex Dalla Torre & Sarnth.
156. Campanula glomeratoides D.Y.Hong
157. Campanula goulimyi Turrill
158. Campanula gracillima Podlech
159. Campanula grandis Fisch. & C.A.Mey.
160. Campanula griffinii Morin
161. Campanula grossekii Heuff.
162. Campanula guinochetii Quézel
163. Campanula hacerae Ilçim
164. Campanula hagielia Boiss.
165. Campanula haradjanii Rech.f.
166. Campanula hawkinsiana Hausskn. & Heldr.
167. Campanula hedgei P.H.Davis
168. Campanula hercegovina Degen & Fiala
169. Campanula hermannii Rech.f.
170. Campanula herminii Hoffmanns. & Link
171. Campanula heterophylla L.
172. Campanula hieracioides Kolak.
173. Campanula hierapetrae Rech.f.
174. Campanula hierosolymitana Boiss.
175. Campanula hispanica Willk.
176. Campanula hissarica Kamelin ex Rassulova
177. Campanula hofmannii (Pantan.) Greuter & Burdet
178. Campanula hongii Y.F.Deng
179. Campanula hortelensis Gardère
180. Campanula humillima A.DC.
181. Campanula hypopolia Trautv.
182. Campanula hystricula Pau
183. Campanula iconia Phitos
184. Campanula immodesta Lammers
185. Campanula incanescens Boiss.
186. Campanula incurva Aucher ex A.DC.
187. Campanula intercedens Witasek
188. Campanula involucrata Aucher ex A.DC.
189. Campanula isaurica Contandr., Quézel & Pamukç.
190. Campanula × iserana Kovanda
191. Campanula isophylla Moretti
192. Campanula jacobaea C.Sm. ex Webb
193. Campanula jacquinii (Sieber) A.DC.
194. Campanula jadvigae Kolak.
195. Campanula jaubertiana Timb.-Lagr.
196. Campanula jordanovii Ancev & Kovanda
197. Campanula jurjurensis Pomel
198. Campanula justiniana Witasek
199. Campanula kachethica Kantsch.
200. Campanula kantschavelii Zagar.
201. Campanula karabaghensis Mikheev
202. Campanula karadjana Bocquet
203. Campanula kastellorizana Carlström
204. Campanula keniensis Thulin
205. Campanula kermanica (Rech.f., Aellen & Esfand.) Rech.f.
206. Campanula khorasanica (Rech.f. & Aellen) Rech.f.
207. Campanula kiharae Kitam.
208. Campanula kirikkoleensis A.A.Donamez & Güner
209. Campanula kladniana (Schur) Witasek
210. Campanula kolakovskyi Kharadze
211. Campanula kolenatiana C.A.Mey. ex Rupr.
212. Campanula komarovii Maleev
213. Campanula korabensis F.K.Mey.
214. Campanula kotschyana A.DC.
215. Campanula koyuncui H.Duman
216. Campanula kurdistanica Advay & Maroofi
217. Campanula laciniata L.
218. Campanula lactiflora M.Bieb.
219. Campanula lamondiae Rech.f.
220. Campanula lanata Friv.
221. Campanula lasiocarpa Cham.
222. Campanula latifolia L.
223. Campanula lavrensis (Tocl & Rohlena) Phitos
224. Campanula lazica (Boiss. & Balansa) Kharadze
225. Campanula leblebicii Yildirim
226. Campanula ledebouriana Trautv.
227. Campanula lehmanniana Bunge
228. Campanula leucantha Gilli
229. Campanula leucoclada Boiss.
230. Campanula leucosiphon Boiss. & Heldr.
231. Campanula lezgina (Alex.) Kolak. & Serdyuk.
232. Campanula lingulata Waldst. & Kit.
233. Campanula litvinskajae Ogan.
234. Campanula longipetiolata F.K.Mey.
235. Campanula longisepala Podlech
236. Campanula longistyla Fomin
237. Campanula lourica Boiss.
238. Campanula luristanica Freyn
239. Campanula lusitanica Loefl.
240. Campanula lycica Kit Tan & Sorger
241. Campanula lyrata Lam.
242. Campanula macrorhiza J.Gay ex A.DC.
243. Campanula macrostachya Waldst. & Kit. ex Willd.
244. Campanula macrostyla Boiss. & Heldr.
245. Campanula mairei Pau ex Maire
246. Campanula malatyaensis Mutlu & Karakus
247. Campanula marcenoi Brullo
248. Campanula marchesettii Witasek
249. Campanula mardinensis Bornm. & Sint.
250. Campanula martinii F.Fen., Pistarino, Peruzzi & Cellin.
251. Campanula massalskyi Fomin
252. Campanula matritensis A.DC.
253. Campanula medium L.
254. Campanula mekongensis Diels ex C.Y.Wu
255. Campanula merxmuelleri Phitos
256. Campanula micrantha Bertol.
257. Campanula microdonta Koidz.
258. Campanula microphylloidea D.Y.Hong
259. Campanula mirabilis Albov
260. Campanula moesiaca Velen.
261. Campanula mollis L.
262. Campanula monodiana Maire
263. Campanula montenegrina I.Jankovic & D.Lakusic
264. Campanula moravica (Spitzn.) Kovanda
265. Campanula morettiana Rchb.
266. Campanula mugeana Yildirim
267. Campanula munzurensis P.H.Davis
268. Campanula × murrii Dalla Torre & Sarnth.
269. Campanula myrtifolia Boiss. & Heldr.
270. Campanula nakaoi Kitam.
271. Campanula nejceffii Marinov & Stoyanov
272. Campanula nisyria Papatsou & Phitos
273. Campanula numidica Durieu
274. Campanula nuristanica Rech.f. & Schiman-Czeika
275. Campanula occidentalis Y.Nyman
276. Campanula odontosepala Boiss.
277. Campanula oligosperma Damboldt
278. Campanula olympica Boiss.
279. Campanula omeiensis (Z.Y.Zhu) D.Y.Hong & Z.Yu Li
280. Campanula orbelica Pancic
281. Campanula oreadum Boiss. & Heldr.
282. Campanula orphanidea Boiss.
283. Campanula ossetica M.Bieb.
284. Campanula ovacikensis Yild.
285. Campanula pallida Wall.
286. Campanula pamphylica (Contandr., Quézel & Pamukç.) Akçiçek & Vural
287. Campanula pangea Hartvig
288. Campanula papillosa Halácsy ex Maire & Petitm.
289. Campanula paradoxa Kolak.
290. Campanula parryi A.Gray
291. Campanula patula L.
292. Campanula pelia Hausskn. ex Bedd.
293. Campanula pelviformis Lam.
294. Campanula pendula M.Bieb.
295. Campanula peregrina L.
296. Campanula perpusilla A.DC.
297. Campanula persepolitana Kotschy ex Boiss.
298. Campanula persicifolia L.
299. Campanula peshmenii Güner
300. Campanula petiolata A.DC.
301. Campanula petraea L.
302. Campanula petrophila Rupr.
303. Campanula phrygia Jaub. & Spach
304. Campanula phyctidocalyx Boiss. & Noë
305. Campanula pichleri Vis.
306. Campanula pinatzii Greuter & Phitos
307. Campanula pindicola Aldén
308. Campanula pinnatifida Hub.-Mor.
309. Campanula piperi Howell
310. Campanula podocarpa Boiss.
311. Campanula pollinensis Podlech
312. Campanula polyclada Rech.f. & Schiman-Czeika
313. Campanula pontica Albov
314. Campanula portenschlagiana Schult.
315. Campanula poscharskyana Degen
316. Campanula postii (Boiss.) Harms
317. Campanula praesignis Beck
318. Campanula precatoria Timb.-Lagr.
319. Campanula prenanthoides Durand
320. Campanula primulifolia Brot.
321. Campanula propinqua Fisch. & C.A.Mey.
322. Campanula pseudostenocodon Lacaita
323. Campanula psilostachya Boiss. & Kotschy
324. Campanula ptarmicifolia Lam.
325. Campanula pterocaula Hausskn.
326. Campanula pubicalyx (P.H.Davis) Damboldt
327. Campanula pulla L.
328. Campanula pulvinaris Hausskn. & Bornm.
329. Campanula punctata Lam.
330. Campanula pyramidalis L.
331. Campanula pyrenaica A.DC.
332. Campanula quercetorum Hub.-Mor. & C.Simon
333. Campanula raddeana Trautv.
334. Campanula radicosa Bory & Chaub.
335. Campanula radula Fisch. ex Fenzl.
336. Campanula raineri Perp.
337. Campanula ramosissima Sm.
338. Campanula rapunculoides L.
339. Campanula rapunculus L.
340. Campanula rashtiana Parsa
341. Campanula raveyi Boiss.
342. Campanula reatina Lucchese
343. Campanula rechingeri Phitos
344. Campanula reiseri Halácsy
345. Campanula retrorsa Labill.
346. Campanula reuteriana Boiss. & Balansa
347. Campanula reverchonii A.Gray
348. Campanula rhodensis A.DC.
349. Campanula rhomboidalis L.
350. Campanula rimarum Boiss.
351. Campanula robertsonii Gamble
352. Campanula robinsiae Small
353. Campanula romanica Savul.
354. Campanula rosmarinifolia Kerr
355. Campanula rotata D.Y.Hong
356. Campanula rotundifolia L.
357. Campanula rubasensis Teimurov & Taisumov
358. Campanula rumeliana (Hampe) Vatke
359. Campanula rupestris Sm.
360. Campanula rupicola Boiss. & Spruner
361. Campanula ruscinonensis Timb.-Lagr.
362. Campanula sabatia De Not.
363. Campanula samothracica (Degen) Greuter & Burdet
364. Campanula saonissia Biel & Kit Tan
365. Campanula sarmatica Ker Gawl.
366. Campanula sartorii Boiss. & Heldr.
367. Campanula sauvagei Quézel
368. Campanula saxatilis L.
369. Campanula saxifraga M.Bieb.
370. Campanula saxifragoides Doum.
371. Campanula saxonorum Gand.
372. Campanula scabrella Engelm.
373. Campanula scheuchzeri Vill.
374. Campanula schimaniana Rech.f.
375. Campanula sciathia Phitos
376. Campanula sclerophylla (Kolak.) Ogan.
377. Campanula sclerotricha Boiss.
378. Campanula scoparia (Boiss. & Hausskn.) Damboldt
379. Campanula scopelia Phitos
380. Campanula scouleri Hook. ex A.DC.
381. Campanula scutellata Griseb.
382. Campanula secundiflora Vis. & Pancic
383. Campanula × segusina Beyer
384. Campanula semisecta Murb.
385. Campanula seraglio Kit Tan & Sorger
386. Campanula serhouchenensis Dobignard
387. Campanula serrata (Kit. ex Schult.) Hendrych
388. Campanula sharsmithiae Morin
389. Campanula shetleri Heckard
390. Campanula sibirica L.
391. Campanula sidoniensis Boiss. & Blanche
392. Campanula silifkeensis Tezcan & Öztekin
393. Campanula simulans Carlström
394. Campanula sivasica Kit Tan & B.Yildiz
395. Campanula skanderbegii Bogdanovic, Brullo & D.Lakušić
396. Campanula songutica Amirkh.
397. Campanula sparsa Friv.
398. Campanula spatulata Sm.
399. Campanula speciosa Pourr.
400. Campanula specularioides Coss.
401. Campanula spicata L.
402. Campanula × spryginii Saksonov & Tzvelev
403. Campanula staintonii Rech.f. & Schiman-Czeika
404. Campanula stellaris Boiss.
405. Campanula stenocarpa Trautv. & C.A.Mey.
406. Campanula stenocodon Boiss. & Reut.
407. Campanula stenosiphon Boiss. & Heldr.
408. Campanula stevenii M.Bieb.
409. Campanula stricta L.
410. Campanula strigillosa Boiss.
411. Campanula strigosa Banks & Sol.
412. Campanula suanetica Rupr.
413. Campanula sulaimanii Nasir
414. Campanula sulphurea Boiss.
415. Campanula sylvatica Wall.
416. Campanula tanfanii Podlech
417. Campanula tatrae Borbás
418. Campanula telephioides Boiss. & Hausskn.
419. Campanula telmessi Hub.-Mor. & Phitos
420. Campanula tenuissima Dunn
421. Campanula teucrioides Boiss.
422. Campanula teutana Bogdanovic & Brullo
423. Campanula thyrsoides L.
424. Campanula tokurii Ocak
425. Campanula tomentosa Lam.
426. Campanula tommasiniana K.Koch
427. Campanula topaliana Beauverd
428. Campanula trachelium L.
429. Campanula trachyphylla Schott & Kotschy ex Boiss.
430. Campanula transsilvanica Schur ex Andrae
431. Campanula transtagana R.Fern.
432. Campanula trichocalycina Ten.
433. Campanula trichopoda Boiss.
434. Campanula tridentata Schreb.
435. Campanula tristis Kitam.
436. Campanula troegerae Damboldt
437. Campanula trojanensis Kovanda & Ancev
438. Campanula × truedingeri Murr
439. Campanula tschuktschorum Jurtzev & Fed.
440. Campanula tubulosa Lam.
441. Campanula tymphaea Hausskn.
442. Campanula uniflora L.
443. Campanula uyemurae (Kudô) Miyabe & Tatew.
444. Campanula vaillantii Quézel
445. Campanula vardariana Bocquet
446. Campanula velata Pomel
447. Campanula velebitica Borbás
448. Campanula veneris Carlström
449. Campanula versicolor Andrews
450. Campanula waldsteiniana Schult.
451. Campanula wanneri Rochel
452. Campanula wattiana B.K.Nayar & Babu
453. Campanula wilkinsiana Greene
454. Campanula willkommii Witasek
455. Campanula witasekiana Vierh.
456. Campanula xylocarpa Kovanda
457. Campanula yaltirikii H.Duman
458. Campanula yildirimlii Kit Tan & Sorger
459. Campanula yunnanensis D.Y.Hong
460. Campanula zangezura (Lipsky) Kolak. & Serdyuk.